# Ачакасы
Ачакасы́ (чув. Ачча) — деревня в Канашском районе Чувашской Республики. Входит в состав Ачакасинского сельского поселения.

## География
Находится в центральной части Чувашии, на расстоянии приблизительно 18 км по прямой на запад от районного центра города Канаш на левобережье реки Малый Цивиль.

## История
Известно с 1723 года, когда здесь было 72 жителя мужского пола. В 1795 году было 75 дворов, 329 жителей, в 1859 — 60 дворов, 329 жителей, в 1897—421 житель, в 1926—128 дворов, 621 житель, в 1939—777 жителей, в 1979—630. В 2002 году было 157 дворов, в 2010—136 домохозяйств. В 1930 образован колхоз «Красная Армия», в 2010 году действовал СХПК «Родник». Действующая Рождественская церковь (не позднее 1805 года, 1813—1936, с 1990).

## Население
Постоянное население составляло 413 человек (чуваши 90 %) в 2002 году, 343 в 2010.